# Thomas Kroth
Thomas Kroth (26 agosto 1959) è un ex calciatore tedesco, di ruolo centrocampista.

## Carriera

### Club
Ha giocato nella prima divisione tedesca.

### Nazionale
In nazionale ha giocato una partita, nel 1985.

## Palmarès

### Club

#### Competizioni nazionali
- Coppa di Germania: 2

Amburgo: 1986-1987
Borussia Dortmund: 1988-1989
- Supercoppa di Germania: 1

Borussia Dortmund: 1989